# De Viris Illustribus
 Ovo je glavno značenje pojma De Viris Illustribus. Za druga značenja pogledajte De Viris Illustribus (razdvojba).
De viris illustribus (hrv.: "O znamenitim ljudima") je naziv za knjige i druga književna djela, koja se sastoje od niza kratkih životopisa i/li anegdota vezanih uz znamenite osobe iz prošlosti koje bi trebale dati moralni primjer čitatelju. Takva vrsta djela se prvi put pojavila u rimskoj književnosti otkada datiraju brojna djela s naslovima De viris illustribus i De hominibus illustribus. Tradiciju rimskih pisaca su nastavili kršćanski pisci sa svojim prikazima života svetaca i mučenika, a u srednjem vijeku takva djela također slave i vrline viteštva. Novi zamah takve književnosti je nastao u talijanskoj renesansi kada su autori takvih djela bili Francesco Petrarca i Giovanni Boccaccio.

## Poveznice
- De viris illustribus (Jeronim)
- De Viris Illustribus (Genadije Marsejski)
- De viris illustribus (Petrarca)